# Darja Alexandrowna Kleschtschowa
Darja Alexandrowna Kleschtschowa (russisch Дарья Александровна Клещёва; * 22. Januar 1998 in Nowotscherkassk, Oblast Rostow) ist eine russische Rhythmische Sportgymnastin.
Kleschtschowa gewann zwei Goldmedaillen bei den Weltmeisterschaften 2015 in der Porsche-Arena in Stuttgart. Im selben Jahr gewann sie zwei Goldmedaillen bei den Europaspielen 2015 in Baku.

## Auszeichnungen
- 2016:  Verdienter Meister des Sports Russlands[1][3]